# Chiara Corbella Petrillo
Chiara Corbella Petrillo (Roma, 9 de janeiro de 1984 – Cerveteri, 13 de junho de 2012) foi uma leiga e mãe de família italiana, proclamada Serva de Deus pela Igreja Católica em 2018. A sua história tem uma combinação com a de Santa Gianna Beretta Molla.

## Biografia
Chiara Corbella recebeu uma educação católica na família e ela começou a frequentar com sua mãe uma comunidade da Renovação Carismática Católica (RCC). No verão de 2002, enquanto ela estava em Međugorje com sua irmã mais velha Elisa, ela conheceu Enrico Petrillo, que estava em pergrinação com o Movimento Carismático.
Os dois começaram a namorar e ficaram noivos; depois de seis anos, em 21 de setembro de 2008 eles se casaram em Assis. Em seu retorno da lua de mel, Chiara descobre que está grávida, mas a ultrassonografia da criança revela uma anencefalia. Os cônjuges decidem que a gravidez deve continuar: em 10 de junho de 2009 nasce Maria Grazia Letizia, que sobrevive ao parto apenas meia hora.
Depois de alguns meses, Chiara tem uma nova gravidez, mas a criança, que recebe o nome de Davide Giovanni, tem malformações graves e é destituída dos membros inferiores. No entanto, a gravidez está completa; o bebê morre em 24 de junho de 2010, logo após o nascimento.
Depois de ser submetida junto com o marido para testes genéticos, Chiara tem uma nova gravidez, mas no quinto mês, ela é diagnosticada com câncer de língua, e foi realizada uma primeira operação em 16 de março de 2011. 
Em 30 de maio de 2011, Francesco, completamente saudável, nasceu e em 3 de junho a mãe abordou a segunda parte da operação e começou a quimioterapia e radioterapia, mas agora o câncer se espalhou no organismo: Chiara morre em 13 de junho de 2012 em Pian della Carlotta, uma localidade entre Cerveteri e Manziana, onde o casal se mudou. A jovem deixa um precioso testemunho de fé, como enfatiza o cardeal Agostino Vallini no funeral, celebrado em Roma, em 16 de junho de 2012, na igreja de Santa Francesca Romana.
Está sepultada no cemitério Campo di Verano, em Roma.

## Beatificação
Em 2 de julho de 2018, a Diocese de Roma publicou um édito anunciando o início do processo de beatificação e canonização de Chiara Petrillo.
Em 21 de setembro de 2018, foi celebrada uma missa na Arquibasílica de São João de Latrão, presidida pelo Vigário de Roma, o Cardeal Angelo De Donatis, marcando assim a abertura do processo investigativo. Desde modo, Chiara Petrillo passa a ser invocada oficialmente com o título de Serva de Deus pela Igreja Católica.
Em 21 de junho de 2024, ocorreu o encerramento da fase diocesana na Basílica de Latrão. A missa que marcou o término da investigação foi presidida por Dom Baldassare Reina, bispo auxiliar da Diocese de Roma, e contou com a presença de familiares de Chiara e outras autoridades eclesiásticas.
O postulador desta causa é o padre trentino Romano Gambalunga.